# Les Horribles Cernettes
Pour les articles homonymes, voir LHC.
Les Horribles Cernettes est un groupe de musique pop dont les chansons parodient les activités du CERN, à Genève.

## Nom du groupe et style
Les initiales de son nom, LHC, coïncident avec celles du Large Hadron Collider, le plus puissant accélérateur de particules du monde. Les textes des chansons de LHC sont basées sur des plaisanteries sur la physique des particules et peu compréhensibles pour les non-spécialistes.
Les chansons sont écrites en anglais.

## Histoire
Le groupe Les Horribles Cernettes se constitue autour d'une secrétaire du CERN dont l'idylle avec un physicien souffre des nombreux tours de garde auxquels il était soumis (les physiciens des accélérateurs de particules font des permanences pour surveiller le fonctionnement des installations 24 heures sur 24). Elle décide d'attirer son attention en montant par surprise sur la scène du CERN Hardronic Festival et en chantant Collider, une ballade mélancolique sur les nuits solitaires d'une compagne de physicien.
Le groupe s'organise alors autour de Silvano de Gennaro, qui écrit un certain nombre de titres. Le groupe est invité à l'exposition universelle de Séville en 1992, ainsi qu'à la fête du prix Nobel de Georges Charpak.

### Premier groupe du web
La naissance du groupe dans l'enceinte du CERN l'a aussi lié à l'histoire du World Wide Web : Les Horribles Cernettes sont en effet le premier groupe à avoir eu un site web, et aussi le premier à publier sa photo sur le web, comme le dit Silvano de Gennaro : « En 1992, après leur spectacle au CERN Hardronic Festival, mon collègue Tim Berners-Lee me demanda de lui procurer quelques photos scannées de « filles du CERN » pour les publier sur une espèce de système d'information qu'il venait d'inventer, et qu'il appelait World Wide Web. Je n'avais qu'une idée nébuleuse de ce dont il s'agissait, mais je lui ai scanné ses photos sur mon Mac et les ai envoyées par FTP à l'adresse, maintenant célèbre, de Tim, info.cern.ch. Comment aurais-je pu savoir que j'étais en train de franchir un cap historique, puisque la photo en question fut la toute première image d'un groupe à se faire cliquer dans un navigateur web ! ». De nombreux médias ont présenté cette photo comme la première publiée sur le web, mais Silvano de Gennaro s'en défend.